# Кочкарь (Челябинская область)
Кочка́рь — село в Пластовском районе Челябинской области. Административный центр Кочкарского сельского поселения.

## География
Через село протекают реки Кочкарка и Кабанка. Расстояние до районного центра, Пласта, 6 км.

## История
В XIX веке село было центром золотодобывающего региона, который в «Иллюстрированном путеводителе по Уралу» 1904 года издания В. А. Весновский называл «Русской Калифорнией».
Иначе золотоносный район, включая Чуксу, Кочкарь и на юг до реки Санарки называли «Русская Бразилия».
Добычу вели предприятия Е. М. Симонова, Г. Ф. Казанцева, купцов Тарасовых и Рязановых из Екатеринбурга, купцов Подвинцевых. Евгений Петрович Зеленков первым в России внедрил добычу золота методом хлорного выщелачивания. 
До 1955 года было центром Кочкарского района.

## Население
| 2002 | 2010 |
| ---- | ---- |
| 587  | ↗614 |

По данным Всероссийской переписи, в 2010 году численность населения села составляла 614 человек (282 мужчины и 332 женщины).

## Улицы
Уличная сеть села состоит из 10 улиц.

## Интересные факты
Д.Н. Мамин-Сибиряк оставил воспоминания о селе в путевых заметках.
Также упоминается в сказке Павла Бажова "Солнечный камень". 
Джон Литтлпейдж упоминает село в своей книге "В поисках советского золота".